# Упругое последействие
Упругое последействие — физическое свойство, состоящее в том, что деформация тела не сразу достигает значения, пропорционального приложенному напряжению, а медленно достигает необходимого значения. Возникает при увеличении напряжения деформирующей силы (упругое последействие нагрузки) и при её снижении — упругое последействие разгрузки.
Характерно для тел с большим количеством внутренних пустот (пор, трещин). У металлов упругое последействие возрастает при увеличении температуры.
Нарастание деформации происходит по экспоненциальному закону. Длительность упругого последействия оценивается при помощи времени релаксации — промежутка времени, спустя который значение деформации равно 1 −1/е долей от максимального значения.
Время релаксации обычно не превышает 1 с.